# Lycostomus purpureivestis
Lycostomus purpureivestis là một loài bọ cánh cứng trong họ Lycidae. Loài này được Gorham miêu tả khoa học năm 1895.